# 锈胸星额蜂鸟
锈胸星额蜂鸟（学名：Coeligena inca）是蜂鸟科星额蜂鸟属的物种，分布于玻利维亚及秘鲁。

## 分类
世界鸟类学家联合会（IOC）、Clements、世界鸟类手册（HBW）都承认锈胸星额蜂鸟是独立物种，美国鸟类学会的南美洲分类委员会将其视为领星额蜂鸟的亚种，但也在提议将其承认为单独的物种。
根据IOC、Clements和HBW，锈胸星额蜂鸟有以下两个亚种：
- (Zimmer, J.T., 1948)：分布于秘鲁东南部乌鲁班巴至普诺省的安第斯山脉地区。
- (Gould, 1852)：分布于玻利维亚拉巴斯和科恰班巴的安第斯山脉地区。[3][4][5]